# Thomas Kingo
Thomas Hansen Kingo (Slangerup, 15 dicembre 1634 – Odense, 14 ottobre 1703) è stato un vescovo luterano danese.

## Biografia
Thomas Kingo nacque il 15 dicembre 1634 a Slangerup.
Vescovo di Fionia, fu autore della raccolta Coro di canti spirituali (1674) e dell'innario di Kingo (1699) e venne incaricato della composizione del salterio danese (1682).
Morì il 14 ottobre 1703 ad Odense.